# MIT Press
MIT Press és una editorial universitària afiliada a l'Institut Tecnològic de Massachusetts (MIT). L'editorial es centra en llibres i revistes de ciència i tecnologia.
MIT Press es va crear en 1932 com Technology Press, i es va convertir en una editorial independent, prenent el nom actual el 1962. Ha publicat més de 7000 llibres al llarg de la seva història, i publica prop de 200 llibres i 40 revistes cada any.

## Història
El 1926 Max Born va visitar el MIT per a realitzar una sèrie de lectures de problemes de la dinàmica atòmica. L'institut va publicar les lectures imprimint-les ell mateix. Aquest llibre és el número 1 als arxius de MIT Press.
El 1932, James R. Killian Jr. va ajudar a crear Technology Press que publicaria vuit títols en els següents cinc anys.
El 1937, John Wiley & Sons es van fer càrrec de l'editorial i el màrqueting de la impremta, durant els 25 següents anys va publicar 125 títols.
El 1962, MIT es va separar de Wiley i va millorar la seva impremta per crear l'editorial independent MIT Press. Des del 2004, Wiley és l'encarregada de distribuir els llibres de MIT Press a Europa. El 1968 va afegir una divisió de revistes periòdiques.
El 1969 va obrir una oficina de màrqueting a Europa. Al juliol de l'any 2003 MIT Press arribà als 7000 llibres publicats.

## Temàtiques
- Arquitectura
- Arts
- Bioètica
- Biologia i medicina
- Cognició, cervell i comportament
- Ciència de la computació i sistemes intel·ligents
- Economia, finances i negocis
- Enginyeria
- Estudis ambientals i naturalesa
- Humanitats
- Lleis
- Biblioteques i ciència de la informació
- Lingüística
- Neurociència
- Nous Mitjans
- Filosofia
- Fotografia
- Ciències físiques i de la terra
- Ciències polítiques
- Regional
- Ciència, tecnologia i societat